# 비디오를 보는 남자
"비디오를 보는 남자"는 2003년에 개봉한 대한민국의 영화이다.

## 캐스팅
- 장현성 : 비디오 남자 역
- 방은진 : 혜정 역
- 오윤홍 : 전처 역
- 사현진 : 미스 신 역
- 김영임 : 선주 역
- 김소형 : 샐러리맨 역
- 최민 : 미스 신 애인 역
- 오성태 : 친구 1 역
- 김성태 : 친구 2 역
- 정종훈 : 혜정 남편 역
- 설지윤 : 지영 모 역
- 홍승기 : 삼백원 사내 역 (특별출연)

## 수상
- 2004년 제12회 춘사영화상
  - 신인감독상 - 김학순